# Affrontements de 2023 à la mosquée al-Aqsa
Conflit israélo-palestinien
Les affrontements de 2023 à la mosquée al-Aqsa sont une série d'affrontements violents qui se sont produits entre des fidèles palestiniens et la police israélienne à la mosquée al-Aqsa à Jérusalem le 5 avril 2023. Les affrontements ont été déclenchés par la présence de fidèles juifs qui prévoyaient de sacrifier une chèvre sur le site de la Pâque pour ressusciter une tradition biblique, qui coïncidait avec le mois sacré musulman du Ramadan et la Semaine sainte chrétienne. Avant les troubles du matin du 5 avril, le Hamas a appelé les fidèles à se sceller dans la mosquée al-Aqsa pour arrêter le plan de sacrifice de chèvre.
Plusieurs palestiniens ont été blessés dans les affrontements qui ont suivi, et 400 autres ont été arrêtés par la police israélienne dans l'enceinte d'al-Aqsa. Les événements ont exacerbé les tensions entre israéliens et palestiniens et ont attiré l'attention internationale sur le conflit en cours dans la région.
À la suite de l'incident, les Forces de défense israéliennes (FDI) ont déclaré que neuf roquettes avaient été tirées depuis la bande de Gaza vers Israël.

## Contexte
Dans le passé, le complexe a souvent été le théâtre d'affrontements entre les émeutiers palestiniens et les forces de sécurité israéliennes, déclenchant des troubles plus larges. En mai 2021, un raid israélien sur le complexe a contribué à un conflit à grande échelle de 11 jours entre Israël et le Hamas, le groupe militant islamiste qui gouverne la bande de Gaza. En 2022, la première fois que le mois sacré islamique du Ramadan et la semaine de fête juive de la Pâque ont coïncidé en trois décennies, il y a eu des scènes de violence au cours des jours successifs alors que la police israélienne nettoyait la cour avant d'escorter les visiteurs juifs dans l'enceinte.
Les affrontements se sont produits pendant une période de tensions accrues en raison de la convergence du mois sacré musulman du Ramadan, de la Pâque juive et de la Semaine sainte chrétienne.

## Réactions
Les groupes palestiniens ont condamné les attaques, qu'ils ont qualifiées de crime. Les autorités israéliennes ont défendu leurs actions, affirmant qu'elles étaient nécessaires pour maintenir l'ordre public et la sécurité.
- Union européenne : Le porte-parole principal pour les affaires extérieures de l'Union européenne, Peter Stano, a déclaré que l'UE était "profondément préoccupée" par les violences à la mosquée al-Aqsa à Jérusalem et a appelé toutes les parties à faire preuve de retenue en période de fêtes religieuses[5].
- Turquie : Le chef du Parti républicain du peuple turc, Kemal Kılıçdaroğlu, a condamné l'attaque[6].
- Koweït : L'émir du Koweït Nawaf al-Ahmad al-Jaber al-Sabah a condamné l'agression israélienne contre la mosquée al-Aqsa.